# У
У (gemen: у) är en bokstav i det kyrilliska alfabetet. Den uttalas på ryska ungefär som o i det svenska ordet "mor". Bokstaven härstammar från grekiska alfabetets ypsilon  (Υ, υ). Vid transkribering av ryska skriver man u i svensk text och [u] i IPA. Vid translitteration till latinska bokstäver enligt ISO 9 motsvaras bokstaven också av u.

## Teckenkoder i datorsammanhang
| Teckenkoder        | Versal: У                 | Gemen: у                |
| ------------------ | ------------------------- | ----------------------- |
| Namn (Unicode)     | CYRILLIC CAPITAL LETTER U | CYRILLIC SMALL LETTER U |
| Kodpunkt (Unicode) | U+0423                    | U+0443                  |
| HTML               | &#1059;                   | &#1091;                 |